# Odai Al-Saify
Odai Al-Saify (en árabe: عدي يوسف إسماعيل الصيفي‎; Kuwait, Kuwait; 26 de mayo de 1986) es un futbolista de Jordania nacido en Kuwait que juega en las posiciones de extremo y delantero, y que actualmente milita en el Qadsia SC de la Liga Premier de Kuwait.

## Carrera

### Club
| Periodo   | Club                       | Apariciones | Goles |
| --------- | -------------------------- | ----------- | ----- |
| 2004–2009 | Shabab Al-Ordon Club       | 64          | 20    |
| 2009      | → Al-Dhafra (cedido)       | 4           | 0     |
| 2009–2011 | Skoda Xanthi FC            | 6           | 0     |
| 2010–2011 | → Alki Larnaca FC (cedido) | 21          | 2     |
| 2011–2019 | Al-Salmiya SC              | 133         | 42    |
| 2020–2021 | Qadsia SC                  | 16          | 8     |
| 2021–2022 | Al-Nasr Kuwait             | 16          | 5     |
| 2022–     | Qadsia SC                  | 0           | 0     |

### Selección nacional
Debutó con Jordania en 2007. Ha jugado 118 partidos y ha anotado 15 goles; y participó en dos ediciones de la Copa Asiática.

## Logros

### Club
- Liga Premier de Jordania (1): 2005-06
- Copa de Jordania (2): 2006, 2007
- Copa FA Shield de Jordania (2): 2007, 2008
- Supercopa de Jordania (1): 2007
- Copa AFC (1): 2007

### Individual
- Goleador de la Copa de la AFC 2007 (5 goles).

## Estadísticas

### Goles con selección nacional
| #   | Fecha      | Sede                                                         | Rival                  | Marcador | Resultado | Torneo                                   |
| --- | ---------- | ------------------------------------------------------------ | ---------------------- | -------- | --------- | ---------------------------------------- |
| 1.  | 20-6-2007  | Amman International Stadium, Amán, Jordania                  | Líbano                 | 3–0      | 3–0       | Campeonato de la WAFF 2007               |
| 2.  | 11-12-2007 | Sultan Qaboos Sports Complex, Mascate, Omán                  | Omán                   | 3–0      | 3–0       | Amistoso                                 |
| 3.  | 16-3-2008  | Hamad bin Khalifa Stadium, Doha, Catar                       | Catar                  | 1–1      | 1–2       | Amistoso                                 |
| 4.  | 13-8-2008  | Takhti Stadium, Tehran, Irán                                 | Catar                  | 3–0      | 3–0       | Campeonato de la WAFF 2008               |
| 5.  | 3-3-2010   | King Abdullah II Stadium, Amán, Jordania                     | Singapur               | 1–0      | 2–1       | Clasificación para la Copa Asiática 2011 |
| 6.  | 2-1-2011   | Khalid Bin Mohammed Stadium, Sharjah, Emiratos Árabes Unidos | Uzbekistán             | 2–1      | 2–2       | Amistoso                                 |
| 7.  | 17-1-2011  | Suheim Bin Hamad Stadium, Doha, Catar                        | Siria                  | 2–1      | 2–1       | Copa Asiática 2011                       |
| 8.  | 31-1-2013  | Amman International Stadium, Amán, Jordania                  | Indonesia              | 1–0      | 5–0       | Amistoso                                 |
| 9.  | 21-12-2014 | Rashid Stadium, Dubái, Emiratos Árabes Unidos                | Uzbekistán             | 1–0      | 1–2       | Amistoso                                 |
| 10. | 16-6-2015  | Al-Hassan Stadium, Irbid, Jordania                           | Trinidad y Tobago      | 3–0      | 3–0       | Amistoso                                 |
| 11. | 28-3-2017  | King Abdullah II Stadium, Amán, Jordan                       | Camboya                | 4–0      | 7–0       | Clasificación para la Copa Asiática 2019 |
| 12. | 5-9-2017   | King Abdullah II Stadium, Amán, Jordan                       | Afganistán             | 2–0      | 4–1       | Clasificación para la Copa Asiática 2019 |
| 13. | 10-10-2017 | Pamir Stadium, Dushanbe, Tayikistán                          | Afganistán             | 2–1      | 3–3       | Clasificación para la Copa Asiática 2019 |
| 14. | 24-5-2021  | Rashid Stadium, Dubái, Emiratos Árabes Unidos                | Emiratos Árabes Unidos | 1–5      | 1–5       | Amistoso                                 |
| 15. | 6-10-2021  | Amman International Stadium, Amán, Jordania                  | Malasia                | 2–0      | 4–0       | Amistoso                                 |